# 마르엘리아스 교회 공격
2025년 6월 22일, 시리아 다마스쿠스에 있는 그리스 정교회 마르 엘리아스 교회에서 성찬예배 도중 최소 한 명의 공격자가 총격을 가하고 폭발물을 터뜨려 최소 30명이 사망하고 54명이 부상을 입었다.
시리아 내무부는 이라크 레반트 이슬람국이 자살 공격에 책임이 있다고 밝혔고, 사라야 안사르 알순나는 자신들의 소행임을 주장했다.

## 배경
이번 공격은 2024년 12월 아사드 정권의 몰락 이후 다마스쿠스에서 발생한 첫 번째 자살 폭탄 테러였다. 새로운 이슬람주의 정부는 소수 민족의 지지를 얻고 테러리스트 슬리퍼 셀에 대한 통제를 유지하기 위해 반군 파벌과 협력하고 이웃 감시 단체에 무기를 제공하여 질서를 강화하려고 노력했다.
기독교인들은 무기가 자유롭게 유통되는 것에 대해 점점 더 우려하고 있다. 이번 공격은 무슬림 셰이크들이 다마스쿠스 지역을 방문하여 기독교 주민들에게 이슬람으로 개종할 것을 요청하고, 3월과 5월에 다른 곳에서 살인이 발생한 후에 일어났다. 이라크 레반트 이슬람국은 아사드 정권 이후의 시리아에서 많은 교회 공격을 시도했지만 실패했으며, 2016년에는 사이이다 자이나브에서 시아파 소수 민족을 학살했고, 2019년 시리아에서의 패배에도 불구하고 여전히 여러 차례 공격을 감행하고 보안 취약점을 이용하고 있다. 시리아 내무부 대변인 누레딘 알바바와 정보부 장관 함자 모스타파에 따르면, 이라크 레반트 이슬람국과 이전 정부는 시리아를 불안정하게 만들고 시민적 가치를 공격하기를 원한다.

## 공격
2025년 6월 22일, 모든 안티오키아 성인들의 시낙시스 기념일에 한 공격자가 시리아 다마스쿠스 두웨일라에 있는 마르 엘리아스 교회에 진입하여 성찬예배에 참석한 350명에게 총격을 가하기 시작했다. 군중이 그를 밀어내려고 하자 입구에서 폭발 조끼를 터뜨렸다. 다라야의 주교인 무사 알쿠리에 따르면, 어느 시점에서 공격자는 수류탄을 던졌다. 폭발은 엄청난 피해를 입혀 유리를 깨고 교회 의자를 파괴하고 이콘스타시스를 무너뜨렸으며, 시체를 흩뿌리고 벽, 바닥, 성상에 피를 튀겼다.
교회 사제는 두 번째 총격범이 있었다고 보고했고, 다른 목격자는 공격이 시작되기 전에 도주한 두 명의 공범을 보았다.

## 가해자
시리아 내무부에 따르면, 이라크 레반트 이슬람국이 책임이 있었다. 또한, 내무부는 교회를 공격한 테러범들이 알하울 난민 캠프에서 왔다고 주장했다.
처음에는 어떤 단체도 공격에 대한 책임을 주장하지 않았다. 며칠 후, 사라야 안사르 알순나는 자신들의 텔레그램 채널을 통해 공격에 대한 책임을 주장했고, 공격자를 무함마드 자인 알아비딘 아부 웃만으로 확인했다. 한편, 시리아인권관측소는 부상당한 공격자가 알무즈타히드 병원으로 이송되었으며, 나중에 그가 시리아 국방부와 관련되어 있고 데이르에조르주 출신이라는 것이 밝혀졌다고 보도했다.

## 여파
국영 언론은 최소 25명이 사망하고 63명이 부상했으며, 이 중 다수가 중상이라고 보도했다. 지역 언론은 사망자 중에 어린이도 포함되어 있다고 전했다. 아워 선데이 비지터는 나중에 30명의 신자가 사망하고 54명이 부상을 입었다고 보도했다.
6월 23일, 시리아 내무부는 다마스쿠스 근처에서 불특정 다수의 용의자를 체포했다. 폭발물과 부비트랩이 설치된 오토바이도 압수되었다. 하루 뒤, 내무부는 리프디마슈크에 있는 극단주의자 은신처를 대상으로 일련의 습격을 발표했으며, 이 지역의 감시 영상을 통해 확인된 협력자와 물류 인력을 체포했다.
6월 24일, 다마스쿠스의 성십자가 교회에서 희생자 9명을 위한 추모 예배가 열렸다. 안티오키아의 요한 10세 총대주교가 추모 예배에서 연설했다.

## 반응

### 시리아 내부
함자 알무스타파 정보부 장관은 이번 공격을 표적 테러 공격이라고 비난했다.
로자바는 이번 공격을 "비열한 형태의 테러"라고 비난하며 희생자들에게 애도를 표했다.
안티오키아 그리스 정교회는 성명을 발표하며 "오늘 저녁 사악한 배신자의 손길이 우리와 사랑하는 사람들의 생명을 앗아갔으며, 그들은 저녁 성찬예배 중에 순교자로 쓰러졌다"고 밝혔다. 다마스쿠스에서 열린 추모 예배에서 요한 10세 총대주교는 이번 공격이 학살이자 흉악한 범죄이며, 시리아의 근본적인 요소에 대한 표적 공격이라고 말했다. 그는 시리아 기독교인들이 이번 공격 이후에도 어디로도 가지 않을 것이라고 주장했다. 현 시리아 대통령인 아흐마드 알샤라에게 연설하면서, 총대주교는 정부에 있는 유일한 기독교인인 힌드 카바와트 외에는 범죄 현장에 정부 관리가 없다는 것에 유감을 표했다. 그는 정부가 새로운 시리아를 건설하는 데 시리아 기독교 인구에게 손을 내밀 것을 호소했다. 그는 또한 이번 공격이 1860년 이래로 시리아에서 발생한 첫 번째 유형의 공격이라고 말했다.
아흐마드 알샤라 대통령은 공격자들을 법의 심판대에 세우기 위해 전면적인 보안 동원을 약속하며, 국가의 안보와 안정을 수호하는 데 국가적 단합의 필요성을 강조했다.
다마스쿠스 주민들은 이번 공격을 비난하고 평화와 보호를 요구했다.

### 국제
유엔 특사 게이르 오토 페데르센은 이번 공격을 흉악한 범죄이자 테러 행위라고 비난했다. 아랍 연맹도 이번 공격을 비난했다. 교황 레오 14세는 애도를 표했다.
이번 공격은 튀르키예, 팔레스타인, 프랑스, 오만, 이집트, UAE, 레바논, 그리스, 키프로스, 우크라이나, 네덜란드, 체코, 벨기에, 오스트리아, 쿠웨이트, 사우디아라비아, 바레인, 카타르, 요르단, 이라크, 예멘, 이스라엘 등 여러 국가와 단체의 비난과 애도를 불러일으켰다.